# 日本のLNG基地一覧
日本のLNG基地一覧（にほんのエルエヌジーきちいちらん）　本項では日本国内にある、都市ガスや火力発電所に供給する液化天然ガス（LNG）の受入・貯蔵・気化を行う施設の一覧を示す。LNGタンカーでの輸送、海水との温度差を利用した気化作業を行うため、立地はいずれも沿岸部である。LNGの再ガス化に要した冷熱エネルギーを有効利用するため、一部では冷熱発電やマグロなどの冷凍倉庫への活用、液体窒素等の製造などを行っている。東京ガスの袖ケ浦基地が最大規模の気化能力を有する。
なおここではタンクローリー等で受け入れを行い、特定地域にガス供給するためのサテライト基地は割愛した。

## 北海道・東北
- 釧路（釧路エルエヌジー株式会社）[1][2]北海道釧路市西港1丁目 北緯42度59分50.5秒 東経144度20分52.8秒
  - 操業開始 - 2015年4月1日
  - 貯蔵能力 - タンク1基 1万kl
  - 主な受入LNG産地 - （八戸から内航）

- 石狩湾新港（北海道ガス石狩LNG基地）[3]北海道石狩市新港中央4丁目 北緯43度12分14.4秒 東経141度18分3.8秒
  - 操業開始 - 2012年11月30日[4]
  - 貯蔵能力 - 地上タンク2基 38万kl[5]
  - 気化設備 - 4基320トン/時
  - 主な受入LNG産地 - サハリン、オーストラリア
  - 主な供給先 - 北海道ガス、北海道電力石狩湾新港発電所

- 勇払（石油資源開発勇払LNG受入基地）北海道苫小牧市字沼ノ端134 北緯42度39分38.3秒 東経141度40分58秒
  - 操業開始 - 2011年[6]
  - 貯蔵能力 - タンク1基 2700kl
  - 気化設備
  - 主な供給先 - 石油資源開発のパイプラインおよび鉄道コンテナ・タンクローリー輸送で、北海道のガス事業者・大口需要家。

- 函館（北海道ガス函館みなと工場）北海道函館市港町3丁目19番8号 北緯41度48分27.7秒 東経140度42分48.3秒
  - 操業開始 - 2006年[7]
  - 主な受入LNG産地 - （袖ケ浦から内航[8]。石狩基地完成後は石狩から内航予定[1]）

- 八戸（ENEOSエルエヌジーサービス八戸LNGターミナル）青森県八戸市豊洲7-2 北緯40度32分38.1秒 東経141度31分39.3秒
  - 操業開始 - 2015年（平成27年）4月1日[9]
  - 気化能力 - 109トン/時（現状）、4基 8トン/時（内航基地時代）
  - 貯蔵能力 - 14万klタンク2基[10]
  - 主な供給先 - 八戸ガス、東北電力八戸火力発電所、内航により釧路、秋田

- 仙台新港（仙台市ガス局港工場） 宮城県仙台市宮城野区港4-13-1 北緯38度16分48.3秒 東経141度1分26.3秒
  - 操業開始 - 1997年
  - 貯蔵能力 - 地下タンク1基 8万kl
  - 気化能力 - 3基 90トン/時
  - 主な受入LNG産地 - マレーシア
  - 主な供給先 - 仙台市ガス局
  - 外部リンク - 主要設備（仙台市ガス局）

- 新仙台（東北電力）宮城県仙台市宮城野区港5-2-1 北緯38度16分36.4秒 東経141度2分21.5秒
  - 操業開始 - 2016年7月[11]
  - 貯蔵能力 - タンク2基 36万kl
  - 気化設備 - 5基200トン/時 [12]
  - 主な供給先 - 東北電力新仙台火力発電所

- 相馬（石油資源開発）福島県相馬郡新地町、相馬港4号埠頭 北緯37度51分15.2秒 東経140度57分0.7秒
  - 操業開始 - 2018年[13]
  - 貯蔵能力 - 地上タンク1基 23万kl
  - 気化設備 - 1基75トン/時（バックアップ用に同じ仕様が1基存在）
  - 主な受入LNG産地 - カナダ
  - 主な供給先 - 名取市まで40Kmのパイプラインを建設し、既存の東北天然ガスのパイプラインに接続。福島県、宮城県、岩手県などに供給する計画。また、隣接地には2020年春の稼動を目標に、福島ガス発電による火力発電所が建設中である。

- 秋田（東部ガス）秋田県秋田市飯島字古道下川端220番7[14] 北緯39度46分39.6秒 東経140度2分18.9秒
  - 操業開始 - 2015年12月
  - 貯蔵能力 - 地上タンク1基 1.2万kl
  - 主な受入LNG産地 - （八戸などから内航予定）
  - 主な供給先 - 東部ガス

## 関東
- 根岸（東京ガス根岸LNG基地） 神奈川県横浜市磯子区新磯子町34 北緯35度24分15.3秒 東経139度37分56.1秒
  - 操業開始 - 1964年
  - 貯蔵能力 - 地上タンク6基 23万kl、地下タンク8基 95万kl
  - 気化能力 - 16基 1,305トン/時
  - 冷熱利用設備 - 日本超低温（冷凍倉庫）、東京液化酸素（液体窒素等の製造）、東京炭酸（ドライアイス等の製造）
    - 冷熱発電 - 4,000kW

  - 主な受入LNG産地 - アラスカ、ブルネイ、マレーシア、オーストラリア
  - 主な供給先 - 東京ガス、JERA南横浜火力発電所

- 扇島（東京ガス扇島LNG基地） 神奈川県横浜市鶴見区扇島4-1 北緯35度28分35.2秒 東経139度42分16.9秒
  - 操業開始 - 1998年
  - 貯蔵能力 - 地下タンク4基 85万kl[15]（2013年、25万klの地下タンクを建設中[16]）
  - 気化能力 - 2基 300トン/時
  - 主な受入LNG産地 - マレーシア、カタール、インドネシア、オーストラリア
  - 主な供給先 - 東京ガス、扇島パワーステーション、川崎天然ガス発電所

- 東扇島（JERA東扇島火力発電所） 神奈川県川崎市川崎区東扇島3 北緯35度29分37秒 東経139度44分22.4秒
  - 操業開始 - 1984年
  - 貯蔵能力 - 地下タンク9基 54万kl
  - 気化能力 - 9基 1,700トン/時
  - 冷熱発電 - 20,600kW
  - 主な受入LNG産地 - マレーシア、インドネシア、アブダビ、オーストラリア、ブルネイ、アラスカ、カタール
  - 主な供給先 - JERA横浜火力発電所・川崎火力発電所・東扇島火力発電所、JR東日本川崎火力発電所。東西連係ガス導管により富津基地に通じており、千葉県東京湾岸の火力発電所に相互融通される。

- 袖ケ浦（東京ガス袖ケ浦LNG基地） 千葉県袖ケ浦市中袖 北緯35度28分1.3秒 東経139度58分36.1秒
  - 操業開始 - 1973年
  - 貯蔵能力 - 地上タンク9基 48万kl、地下タンク27基 232万kl
  - 気化能力 - 34基 3,220トン/時
  - 冷熱利用設備 - 東京酸素窒素（液体窒素等の製造）
  - 主な受入LNG産地 - ブルネイ、マレーシア、オーストラリア、アラスカ、インドネシア、カタール
  - 主な供給先 - 東京ガス、JERA袖ケ浦火力発電所・五井火力発電所・姉崎火力発電所・鹿島火力発電所

- 富津（JERA富津火力発電所） 千葉県富津市新富25 北緯35度20分35秒 東経139度50分2秒
  - 操業開始 - 1985年
  - 貯蔵能力 - 地下タンク12基 136万kl
  - 気化能力 - 13基 2,310トン/時
  - 主な受入LNG産地 - アブダビ、マレーシア、インドネシア、オーストラリア、ブルネイ
  - 主な供給先 - JERA富津火力発電所・姉崎火力発電所・袖ケ浦火力発電所・五井火力発電所・千葉火力発電所。東西連係ガス導管により東扇島基地に通じており、東扇島・横浜・川崎の各火力発電所に相互融通される。

- 日立（東京ガス日立LNG基地）[17]茨城県日立市 北緯36度28分57.1秒 東経140度37分13.8秒
  - 操業開始 - 2016年
  - 貯蔵能力 - 地上タンク2基 46万kl
  - 気化設備 - 5基
  - 主な供給先 - 東京ガス、東部ガス、真岡発電所

## 中部
- 東新潟（日本海エル・エヌ・ジー） 新潟県北蒲原郡聖籠町東港一丁目1612番地32 北緯38度0分16.1秒 東経139度14分30.5秒
  - 操業開始 - 1984年
  - 貯蔵能力 - 地上タンク8基 72万kl
  - 気化能力 - 13基 1,865トン/時
  - 冷熱利用設備 - 日本エア・リキード（液化酸素・液化窒素等の製造）
    - 冷熱発電 - 5,600kw

  - 主な受入LNG産地 - インドネシア、カタール、マレーシア、ロシア、インドネシア
  - 主な供給先 - 東北電力東新潟火力発電所・新潟火力発電所、石油資源開発、北陸瓦斯。石油資源開発・東北天然ガスのパイプラインおよび鉄道コンテナ・タンクローリー輸送で、東北各県のガス事業者・大口需要家への供給を行う。詳細は「東北天然ガス#主要供給先」を参照
  - 外部リンク - 日本海エル・エヌ・ジー

- 上越（JERA）新潟県上越市八千浦2番 北緯37度12分37.8秒 東経138度16分42.2秒
  - 操業開始 - 2012年7月1日[18]（LNG搬入開始2011年10月8日）[19]
  - 貯蔵能力 - 地上タンク3基 54万kl
  - 気化設備
  - 主な受入LNG産地 - インドネシア
  - 主な供給先 - JERA上越火力発電所

- 上越（東北電力）新潟県上越市八千浦
  - 操業開始予定 - 2023年
  - 気化設備
  - 主な供給先 - 東北電力上越火力発電所

- 直江津（国際石油開発帝石）[20]新潟県上越市八千浦12番 北緯37度12分10.2秒 東経138度16分23.5秒
  - 操業開始 - 2013年12月1日[21]
  - 貯蔵能力 - 地上タンク2基 36万kl
  - 気化設備 - 240トン/時 [22]
  - 主な受入LNG産地 - オーストラリア（アバディ、イクシス）、アバディ、イクシス完成までは中部電力から供給
  - 主な供給先 - 国際石油開発帝石のパイプラインで東京瓦斯（グループ含む）を主とする関東・甲信越・静岡・富山のガス事業者・大口需要家

- 富山新港（北陸電力）[23]富山県射水市堀江千石1 北緯36度46分2.1秒 東経137度7分17.5秒
  - 操業開始予定 - 2018年
  - 貯蔵能力 - 地上タンク1基 18万kl
  - 気化設備
  - 主な供給先 - 北陸電力富山新港火力発電所

- 清水袖師（清水エル・エヌ・ジー）[24] 静岡県静岡市清水区袖師町1900番地 北緯35度1分39.9秒 東経138度29分44.4秒
  - 操業開始 - 1996年
  - 貯蔵能力 - 地下タンク3基 33.72万kl
  - 気化能力 - 8基 462トン/時
  - 主な受入LNG産地 - マレーシア
  - 主な供給先 - 静岡ガス
  - 外部リンク - 清水エル・エヌ・ジー

- 知多LNG共同基地（東邦瓦斯、JERA）愛知県知多市南浜町23番地 北緯34度57分56.7秒 東経136度49分22.8秒
  - 操業開始 - 1977年
  - 貯蔵能力 - 地上タンク4基 30万kl
  - 気化能力 - 13基 803トン/時
  - 冷熱利用設備 - 知多炭酸（ドライアイス等の製造）、中部液酸（液化酸素・液化窒素等の製造）、東邦瓦斯（プラスチック破砕等）
    - 冷熱発電 - 1,000kw

  - 主な受入LNG産地 - インドネシア、オーストラリア、マレーシア
  - 主な供給先 - 東邦瓦斯、JERA知多火力発電所・知多第二火力発電所

- 知多（知多エル・エヌ・ジー）愛知県知多市南浜町23番地
  - 操業開始 - 1983年
  - 貯蔵能力 - 地上タンク6基 48万kl、地下タンク1基 16万kl
  - 気化能力 - 11基 1,370トン/時
  - 冷熱発電 - 7,200kw×2基
  - 主な受入LNG産地 - インドネシア、オーストラリア、カタール
  - 主な供給先 - JERA新名古屋火力発電所・知多火力発電所・知多第二火力発電所

- 知多緑浜（東邦瓦斯知多緑浜工場） 愛知県知多市北浜町 北緯34度59分2.2秒 東経136度50分49.7秒
  - 操業開始 - 2001年[25]
  - 貯蔵能力 - 地下タンク2基 40万kl[26]
  - 気化能力 - 6基 600トン/時
  - 主な受入LNG産地 - インドネシア
  - 主な供給先 - 東邦瓦斯

- 四日市（東邦瓦斯四日市工場）三重県四日市市霞1丁目 北緯34度58分29.8秒 東経136度39分48.2秒
  - 操業開始 - 1991年
  - 貯蔵能力 - 地上タンク2基 16万kl
  - 気化能力 - 6基 240トン/時
  - 主な受入LNG産地 - インドネシア
  - 主な供給先 - 東邦瓦斯

- 四日市（JERA）三重県四日市市霞1丁目 北緯34度58分41.6秒 東経136度39分57.8秒
  - 操業開始 - 1987年
  - 貯蔵能力 - 地上タンク4基 32万kl
  - 気化能力 - 8基 820トン/時
  - 冷熱発電 - 7,000kw
  - 主な受入LNG産地 - インドネシア、オーストラリア、カタール
  - 主な供給先 - JERA四日市火力発電所・川越火力発電所

- 川越（JERA）三重県三重郡川越町亀崎新田 北緯35度0分30.3秒 東経136度41分15.1秒
  - 操業開始 - 1997年
  - 貯蔵能力 - 地上タンク6基 84万kl（2013年3月増強）[27]
  - 気化能力 - 7基 890トン/時
  - 主な受入LNG産地 - カタール、インドネシア、オーストラリア
  - 主な供給先 - JERA川越火力発電所

## 関西
- 泉北第一（大阪瓦斯泉北製造所第一工場）大阪府堺市西区築港浜寺町4番地 北緯34度32分55.6秒 東経135度25分42秒
  - 操業開始 - 1972年
  - 貯蔵能力 - 地上タンク3基 13.5万kl、地下タンク1基 4.5万kl
  - 気化能力 - 5基 280トン/時
  - 主な受入LNG産地 - ブルネイ
  - 主な供給先 - 大阪瓦斯

- 泉北第二（大阪瓦斯泉北製造所第二工場）大阪府高石市高砂三丁目 北緯34度32分45.6秒 東経135度24分26.2秒
  - 操業開始 - 1977年
  - 貯蔵能力 - 地上タンク18基 158.5万kl
  - 気化能力 - 15基 1,495トン/時
  - 冷熱利用設備（泉北第一・泉北第二） - 近畿液炭（ドライアイス等の製造）、コールドエアプロダクツ（液化酸素・液化窒素等の製造）、キンレイ（冷凍食品の製造）、三井化学・大阪石油化学（エチレンプラント） 2010年10月よりエチレンプラントでの冷熱利用が始まったことにより、泉北第一工場の冷熱使用率は100%となった[28]。
    - 冷熱発電 - 7,450kW

  - 主な受入LNG産地 - インドネシア、オーストラリア、マレーシア、カタール
  - 主な供給先 - 大阪瓦斯、関西電力堺港発電所・南港発電所

- 堺（堺エル・エヌ・ジー）大阪府堺市西区築港新町3丁1番地10 北緯34度34分19.2秒 東経135度24分44秒
  - 操業開始 - 2006年1月12日
  - 貯蔵能力 - 地上タンク4基 56万kl
  - 気化設備 - 6基 810トン/時[29]
  - 主な供給先 - 関西電力堺港発電所・南港発電所
  - 外部リンク - 堺エル・エヌ・ジー

- 姫路（大阪瓦斯姫路製造所）兵庫県姫路市飾磨区妻鹿日田町 北緯34度45分51.5秒 東経134度41分44.6秒
  - 操業開始 - 1984年
  - 貯蔵能力 - 地上タンク8基 74万kl74
  - 気化能力 - 5基 450トン/時
  - 主な受入LNG産地 - インドネシア、オーストラリア、カタール、ブルネイ、オマーン
  - 主な供給先 - 大阪瓦斯

- 姫路（関西電力）兵庫県姫路市妻鹿常盤町（姫路第二発電所に併設） 北緯34度46分24.4秒 東経134度41分38.4秒
  - 操業開始 - 1979年
  - 貯蔵能力 - 地上タンク7基 52万kl
  - 気化能力 - 8基 960トン/時
  - 冷熱発電 - 400kW
  - 主な受入LNG産地 - インドネシア、オーストラリア、カタール、マレーシア
  - 主な供給先 - 関西電力姫路第一発電所・姫路第二発電所
  - 外部リンク - 姫路LNG基地（関西電力）

## 中国・四国
- 水島（水島エルエヌジー）[30]岡山県倉敷市水島海岸通4-2（JXTGエネルギー水島製油所A工場内）北緯34度30分33.1秒 東経133度43分57秒
  - 操業開始 - 2006年（2011年4月増強）
  - 貯蔵能力 - 地上タンク2基 32万kl
  - 気化能力 - 低圧105トン/時、高圧75トン/時、高低圧兼用210トン/時
  - 主な供給先 - 中国電力水島発電所、都市ガス会社。岡山ガスへはパイプラインが通じている。
  - 水島エルエヌジー出資比率 - 中国電力、JXTGエネルギー各50%
  - 外部リンク - 水島エルエヌジー株式会社

- 岡山（岡山ガス築港工場）岡山県岡山市南区築港栄町10番地14 北緯34度35分43.9秒 東経133度56分48.4秒
  - 貯蔵能力 - タンク1基 7000kl
  - 操業開始 - 2003年
  - 主な受入LNG産地 - （大阪瓦斯姫路製造所から内航）

- 廿日市（広島ガス廿日市工場）広島県廿日市市木材港南12番20号 北緯34度20分20.7秒 東経132度20分16.2秒
  - 操業開始 - 1995年[31]
  - 貯蔵能力 - 地上タンク1基 8.5万kl
  - 気化能力 - 2基 8トン/時
  - 主な受入LNG産地 - インドネシア
  - 主な供給先 - 広島ガス

- 柳井（中国電力）山口県柳井市柳井字宮本塩浜（柳井発電所に併設） 北緯33度57分12秒 東経132度7分24.6秒
  - 操業開始 - 1990年
  - 貯蔵能力 - 地上タンク6基 48万kl
  - 気化能力 - 5基 275トン/時
  - 主な受入LNG産地 - オーストラリア、カタール
  - 主な供給先 - 中国電力柳井発電所、山口合同ガス

- 坂出（坂出LNG）[32][33]香川県坂出市番の州緑町 北緯34度21分32.1秒 東経133度50分20.1秒
  - 操業開始 - 2010年3月25日
  - 貯蔵能力 - 地上タンク1基 18万kl
  - 気化設備 - 3基150万トン/時[34]
  - 主な供給先 - 四国電力坂出発電所、四国ガス
  - 坂出LNG出資比率 - 四国電力70%、コスモ石油20%、四国ガス10%
  - 外部リンク - 坂出LNG株式会社

- 高松（四国ガス高松工場）[35]香川県高松市朝日町四丁目18番1号 北緯34度21分21秒 東経134度3分40.7秒
  - 操業開始 - 2003年
  - 貯蔵能力 - タンク1基 1万kl
  - 主な受入LNG産地 - （内航）

- 松山（四国ガス松山工場）[35]愛媛県松山市大可賀3丁目1460 北緯33度51分5.2秒 東経132度42分2.9秒
  - 操業開始 - 2008年
  - 貯蔵能力 - タンク1基 1万kl
  - 主な受入LNG産地 - （内航）
  - 主な供給先 - 四国ガス今治・宇和島サテライト基地

- 新居浜（新居浜LNG）[36]愛媛県新居浜市（予定）
  - 操業開始 - 2022年
  - 貯蔵能力 - タンク1基 23万kl
  - 主な供給先 - 住友共同電力、住友化学愛媛工場、ローリー輸送で四国各地の需要家に供給予定
  - 新居浜LNG出資比率 東京ガスエンジニアリングソリューション50.1％・四国電力30.0％・住友化学9.9％・住友共同電力5.0％・四国ガス5.0％

## 九州・沖縄
- 戸畑（北九州エル・エヌ・ジー）福岡県北九州市戸畑区大字中原字先の浜46番117 北緯33度54分59秒 東経130度51分51.2秒
  - 貯蔵能力 - 地上タンク8基 48万kl
  - 気化能力 - 8基 900トン/時
  - 冷熱利用設備 - 九州冷熱（液化酸素・液化窒素等の製造）
    - 冷熱発電 - 9,400kw

  - 主な受入LNG産地 - インドネシア、オーストラリア
  - 主な供給先 - 戸畑共同火力発電所、九州電力新小倉発電所、新日本製鐵、西部ガス、内航により岡山ガス・四国ガス高松工場、ローリーにより筑紫ガス・直方ガス

- 響灘（ひびきエル・エヌ・ジー）[37]福岡県北九州市若松区向洋町20-1 北緯33度55分39.5秒 東経130度46分42.8秒
  - 操業開始 - 2014年（平成26年）11月7日[38]
  - 貯蔵能力 - タンク2基[38] 36万kl[38]
  - 気化設備 - 高圧用 3基 165トン/時、中圧用 2基 100トン/時
  - ひびきエル･エヌ･ジー[39]（出資比率 - 西部ガス90%、九州電力10%）

- 福岡（西部ガス福北工場）[40]福岡県福岡市東区東浜2-9-118 北緯33度37分7.3秒 東経130度24分20.2秒
  - 操業開始 - 1993年[41]
  - 貯蔵能力 - 地上タンク2基 7万kl
  - 気化能力 - 7基 103トン/時
  - 主な受入LNG産地 - マレーシア
  - 主な供給先 - 西部ガス
  - ひびきLNG基地完成後は休止予定

- 長崎（西部ガス長崎工場）[40]長崎県長崎市小江町2734-67 北緯32度45分30.8秒 東経129度48分21.6秒
  - 操業開始 - 2003年[41]
  - 貯蔵能力 - タンク1基 35,000kl
  - 気化能力 - 3基 15トン/時
  - 主な供給先 - 西部ガス

- 大分（大分エル・エヌ・ジー）[42]大分県大分市大字青崎4番地1 北緯33度16分11.5秒 東経131度42分29.6秒
  - 操業開始 - 1990年
  - 貯蔵能力 - 地上タンク5基 46万kl
  - 気化能力 - 6基 570トン/時
  - 主な受入LNG産地 - インドネシア、オーストラリア
  - 主な供給先 - 大分ガス、九州電力新大分発電所、ローリーにより出水ガス・日本瓦斯・西部ガス
  - 外部リンク - 大分エル・エヌ・ジー

- 延岡（ひむかエルエヌジー）[43]宮崎県延岡市新浜町1丁目 北緯32度32分04.5秒 東経131度40分52.4秒
  - 操業開始 - 2022年（予定）
  - 貯蔵能力 - 9600kl
  - 主な受入LNG産地 - （内航）
  - 主な供給先 -旭化成延岡工場
  - ひむかエルエヌジー出資比率　宮崎ガス51％、大阪ガス34％、九州電力7％、日本ガス7％、旭化成1%

- 鹿児島（日本ガス鹿児島工場）鹿児島県鹿児島市谷山港3丁目3-5 北緯31度29分7.5秒 東経130度31分42.5秒
  - 操業開始 - 1996年
  - 貯蔵能力 - 地上タンク2基 8.6万kl
  - 気化能力 - 2基 15トン/時8
  - 主な受入LNG産地 - インドネシア
  - 主な供給先 - 日本ガス、国分隼人ガス・宮崎ガス・阿久根ガス・住友ゴム都城工場等（ローリー輸送）[44]

- 吉の浦（沖縄電力）沖縄県中頭郡中城村泊509-2 [45] 北緯26度16分35.6秒 東経127度48分45.6秒
  - 操業開始 - 2012年11月27日[46]（LNG搬入開始2012年5月1日）[47]
  - 貯蔵能力 - 地上タンク2基 28万kl
  - 気化能力 - 105トン/時
  - 主な受入LNG産地 - オーストラリア
  - 主な供給先 - 沖縄電力吉の浦火力発電所、沖縄ガス